# あの娘にタッチ
「あの娘にタッチ」（あのこにタッチ）は、日本のロックバンド、THE BLUE HEARTSの通算11枚目のシングル。
5thアルバム『HIGH KICKS』からの先行シングル。

## 収録曲
1. あの娘にタッチ
（作詞・作曲: 甲本ヒロト）
PVはロサンゼルスで撮影された。撮影中、サポートメンバーの白井幹夫がオカマの祭りに巻き込まれてしまい、メンバーとはぐれて一晩帰ってこなかったという。
2. わーわー（ライブ・ヴァージョン）
（作詞・作曲: 真島昌利）
5thアルバムには未収録。
ライブ・ヴァージョンとなっているが、発表されている音源は後に発売されたベスト盤やシングル集でもこのライブ収録のみで、スタジオでレコーディングされたものは恐らく存在しない。
歌詞に出てくる「あの女」とは、ジャニス・ジョプリンのことである。